# Безморозный период
Безморо́зный пери́од — период года от средней даты последнего весеннего заморозка до средней даты первого осеннего заморозка. Длительность безморозного периода является температурной характеристикой климата области.
Например, в Московской области безморозный период длится 120-140 дней, так как в среднем последние весенние заморозки приходится на 13 - 15 мая, а первые осенние заморозки наблюдаются 20 - 23 сентября.

## Применение в сельском хозяйстве
Длительность безморозного периода тесно связана с длительностью вегетационного периода. Чем длиннее безморозный период, тем длиннее вегетационный. Учетом данных характеристик пользуются для подбора сельскохозяйственных культур для местности, таким образом, чтобы они успевали отдать урожай в течение вегетационного периода. Наименьшим значением вегетационного периода, а следовательно, пригодностью к выращиванию в зонах с коротким безморозным периодом обладают, например, редис, шпинат, укроп, горох овощной, репа, свёкла столовая. Наибольшим — рис, капуста белокочанная поздняя, сельдерей корневой, тыква, баклажан, кукуруза.

## Продолжительность безморозного периода в разных городах России
Продолжительность безморозного периода увеличивается с севера на юг и от резко континентальных зон к приморским.
| Город        | Продолжительность безморозного периода |
| Мурманск     | 100 - 120 дней                         |
| Петрозаводск | 120 - 130 дней                         |
| Псков        | 125 - 135 дней                         |
| Москва       | 120 - 140 дней                         |
| Воронеж      | 142 - 158 дней                         |
| Астрахань    | 170 - 190 дней                         |
| Ялта         | 230 - 250 дней                         |
| Махачкала    | 230 - 250 дней                         |
| Тюмень       | 110 - 125 дней                         |
| Салехард     | 60 - 70 дней                           |
| Якутск       | 75 - 85 дней                           |
| Чита         | 65 - 95 дней                           |
| Хабаровск    | 130 - 150 дней                         |
| Владивосток  | 170 - 190 дней                         |